# Parafia Najświętszego Serca Jezusowego w Zalesiu
Parafia Najświętszego Serca Jezusowego w Zalesiu – parafia rzymskokatolicka, znajdująca się w archidiecezji poznańskiej, w dekanacie gostyńskim.
Parafia została utworzona 15 czerwca 1958 roku, zastępując kaplicę z 1921 roku. W listopadzie 1974 roku rozpoczęto rozbudowę świątyni, która zakończyła się w 1983 roku.